# Liste der Straßennamen von Frankfurt am Main/V
Valentina-Archipowa-Straße, Bockenheim
Valentina Archipowa (1918–1943), Opfer der NS-Kriegsjustiz, als Zwangsarbeiterin nach Deutschland verschleppt, wegen „Plünderung“ hingerichtet.
Valentin-Schmetzer-Weg, Kalbach-Riedberg
Valentin Schmetzer (1877–1937), Sozialdemokrat und Widerstandskämpfer im Dritten Reich, wurde 1935 wegen „politischer Umtriebe“ verhaftet und zu drei Jahren Zuchthaus verurteilt.
Valentin-Senger-Straße, Bornheim
Valentin Senger (1918–1997), in Frankfurt geboren und aus einer russisch-jüdischen Familie stammend, gehört zu den literarischen Chronisten dieser Stadt. Nach dem Zweiten Weltkrieg wurde der gelernte technische Zeichner Journalist, danach Redakteur beim Hessischen Rundfunk. Unter anderem schrieb Senger die Romane „Das Frauenbad – und andere jüdische Geschichten“ sowie seinen autobiografischen Roman Kaiserhofstraße 12. In diesem Haus konnte er mit Eltern und Geschwistern die Nazibarbarei überdauern und von dort zur Arbeit gelangen, z. B. in die Friesstraße.
Varrentrappstraße, Bockenheim
Geheimer Sanitätsrat Johann Georg Varrentrapp (1809–1886), Arzt, wurde Direktor der Senckenbergische Naturforschende Gesellschaft. Stadtverordneter von 1867 bis 1884. Federführend für den Bau einer städtischen Kanalisation und die Einrichtung von Ferienkolonien für Schulkinder. Bis 1947 Manteuffelstraße nach Edwin von Manteuffel (1809–1885), Generalfeldmarschall und Statthalter von Elsaß-Lothringen.
Vatterstraße, Seckbach
Johannes Vatter (1842–1916), war von 1874 bis 1916 Leiter der Frankfurter Taubstummen-Erziehungsanstalt. In Friedberg ist nach ihm die Johannes-Vatter-Schule für Gehörlose benannt.
Via Regia
Die Via Regia war eine historische und prähistorische Verbindung von Spanien nach Russland. Auf dem heutigen Frankfurter Stadtgebiet verlief sie von Höchst (alte Elisabethenstraße) über die Nidda bei Nied (Rödelheimer Straße, heute Oeserstraße), am Rebstock vorbei durch den Biegwald (Biegweg), dann nördlich an Bockenheim vorbei, über die Ginnheimer Höhe (Diebsgrundweg), den Dornbusch (Marbachweg) und den Lohrberg weiter nach Bergen. Zwischen Frankfurt und Leipzig trug die Fernverbindung im Mittelalter den Namen Hohe Straße, vermutlich, weil sie die Feucht- und Sumpfgebiete möglichst mied und so zu allen Jahreszeiten genutzt werden konnte. In Bergen erinnert an diese Bezeichnung der Straßenname Hohe Straße; die mit schweren Lasten bepackten Händler, die sie nutzen, machten häufig Rast An der Ruhbank.
Victor-Gollancz-Weg, Eschersheim
Victor Gollancz (1893–1967), britisch-jüdischer Verleger, Humanist und Kämpfer für die Menschenrechte. Er war ein Hitler-Gegner der ersten Stunde und ein Gegner der unmenschlichen Behandlung der Deutschen nach dem Zweiten Weltkrieg. 1960 Friedenspreis des Deutschen Buchhandels.
Victor-Slotosch-Straße, Bergen-Enkheim
Victor Slotosch eröffnete 1914 in Enkheim eine Eisengießerei, die sich mit der Zeit zu einer Fabrik für Spezialstähle entwickelte, aber 1996 den Betrieb einstellte. Das Familiengrab befindet sich auf dem Enkheimer Friedhof. Auf dem ehemaligen Firmengelände (An der alten Gießerei, Bessemerstraße, Victor-Slotosch-Straße und Vilbeler Landstraße)  wurden inzwischen über ein Dutzend Wohnhäuser gebaut und bezogen. Der frühere Name der Victor-Slotosch-Straße lautete Sandweg.
Victoria Allee
Bevor die Senckenberg-Anlage zu Ehren Johann Christian Senckenbergs dessen Namen erhielt, war die Straße benannt nach Kaiserin Victoria, der Mutter des Kaisers Wilhelm II.
Vierhäusergasse, Schwanheim
Eine der vier ältesten Straßen Schwanheims, mit lediglich vier Häusern. Darunter mit einem im Jahr 1619 gebauten Haus das älteste dieses Stadtteils überhaupt.
Vilbeler Landstraße, Bergen-Enkheim, Fechenheim, Seckbach
Süd-Nord-Verbindungsstraße – Osttangente Frankfurts mit steinzeitlicher Vergangenheit. (Näheres im eigenen Artikel Vilbeler Landstraße).
Vilbeler Straße, Innenstadt
Benannt nach Bad Vilbel im Wetteraukreis
Voelckerstraße, Nordend
Patrizierfamilie, ehedem aus Darmstadt zugezogen, ließ um 1600 neben der Nicolaikirche am Römerberg den „Schwarzen Stern“, eines der prächtigsten Fachwerkhäuser Frankfurts, bauen.
Vogelsbergstraße, Nordend
Der Vogelsberg, eine Gruppe erloschener Vulkane, stellt das größte zusammenhängende Basaltmassiv Europas dar und entstand vor ca. 19 Millionen Jahren. Seine Lavaströme erreichten sogar das 60 km südöstlich liegende Frankfurt (siehe Basaltstraße)
Vogelsgesanggasse, Altstadt
Diese nicht mehr existierende Straße führte vom Maulbeerhof (in der ehemaligen Ännchengasse) durch zwei Durchgänge zur Schnurgasse, der heutigen Berliner Straße. Zwischen den Durchgängen lag der Augsburger Hof, der Handelsvertretung der ehemaligen schwäbischen Metropole. Die Straße lag im Bereich der heutigen Kleinmarkthalle.
Vogelstraße, Niederrad
Johannes Friedrich Vogel (1795–1839) war Oberförster im Frankfurter Stadtwald wie schon sein Vater und Großvater(1732–1797), also eine ganze Försterdynastie.
Vogesenstraße, Schwanheim
Vogesen, Mittelgebirge, durchzieht das Elsass, Lothringen und Burgund. Höchste Erhebung der Grand Ballon/Großer Belchen mit 1424 m.
Vogtstraße, Nord- und Westend
Nikolaus Vogt (1756–1836), Dichter, Schriftsteller, wurde vor allem durch seine Bestrebungen bekannt, die im Rahmen der Säkularisation angefallenen Kunstschätze aus ehemaligen Klostergütern zu sammeln. So wurde manches Museumsdepot zum Nulltarif gut aufgefüllt.
Volgersbrunnenweg, Riederwald 
Im Osten des Riederwalds wird 1864 eine Grundwasserpumpanlage für die Wasserversorgung der Stadt Frankfurt am Main auf Initiative von Dr. Otto Volger (1822–1897), dem Gründer des Freien Deutschen Hochstifts, errichtet, er war ein deutscher Naturwissenschaftler, Geologe, Mineraloge und Politiker.
Völklinger Straße, Schwanheim
Völklingen, Stadt im Saarland.
Volkshausstraße, Bergen-Enkheim
Das Bürgerhaus in Enkheim, Borsigstraße, gebaut 1928, nennt sich so. Dort finden Theater und Veranstaltungen aller Art statt.
Volpenhennstraße, Niederrad
Franz Xaver Volpenhenn, geboren in Münster/Westfalen; † 1898 in Lorch am Rhein, war von 1871 bis 1895 Pfarrer in der damals neu gegründeten Katholischen Kirchengemeinde in dem ansonsten evangelischen Niederrad.
Voltastraße, Bockenheim
Alessandro Volta (1745–1827). Italienischer Physiker, Erfinder der Batterie. Nach ihm wird seit 1897 die Maßeinheit für elektrische Spannung „Volt“ benannt